# Neumoegenia pendula
Neumoegenia pendula är en fjärilsart som beskrevs av Ottolengui 1898. Neumoegenia pendula ingår i släktet Neumoegenia och familjen nattflyn. Inga underarter finns listade i Catalogue of Life.